# 特別土地保有税
特別土地保有税（とくべつとちほゆうぜい）は、地方税法（昭和25年7月31日法律第226号）に基づき、土地の所有、取得に対し、その土地が所在する市町村において、所有者又は取得者に課される税金。1973年に創設された地方税。
一般的に、土地の取得から10年間に限って課税される。また、例えば、政令指定都市にあっては2,000平方メートル等一定面積未満の土地については、免税点が設けられている。ただし、2003年度からは新規課税が停止されている。また、1982年に創設された「ミニ保有税」は1994年改正で廃止。

## 課税標準
土地の取得価額である。ただし、無償又は低額で取得した土地については、みなし取得価額が課税標準となる。

## 税率
取得については3%、所有については1.4%である。